# Михаел I фон Зайнсхайм-Шварценберг
Михаел I (II) фон Зайнсхайм-Шварценберг (на немски: Michael I (II) von Seinsheim Herr zu Schwarzenberg; † 19 март 1469, манастир Астхайм, днес част от Фолках в Бавария) е фрайхер от род Зайнсхайм-Шварценберг и господар на Шварценберг, Зайнсхайм и Стефансберг в района на Китцинген в Долна Франкония в Бавария.

## Произход
Той е най-големият син на фрайхер Еркингер I фон Шварценберг († 1437) и първата му съпруга Анна фон Бибра († 1418), дъщеря на Антон фон Бибра († сл. 1418) и Анна фон Бикенбах, или на Дитрих фон Бибра († 1398) и Енгел. Внук е на фрайхер Михаел I фон Зайнсхайм († 1399) и Неза фон Бикенбах. Баща му се жени втори път на 21 февруари 1422 г. за Барбара фон Абенсберг († 1448).
Брат е на Херман фон Шварценберг, господар на Ебенхаузен († 1448). Полубратята му са Йохан I фон Шварценберг († 1460) и Зигмунд I фон Шварценберг-Хоенландсберг († 1502).
Баща му купува дворец Шварценберг близо до Шайнфелд от господарите фон Вестенберг и започва да се нарича „господар фон Шварценберг“. Фамилията на господарите фон Зайнсхайм създаден през 1409 г. манастир в Астхайм (днес част от Фолках) в Бавария.

## Фамилия
Михаел I се жени през 1412 г. за Гертруд фон Кронберг († 29 май 1438), дъщеря на Йохан III фон Кронберг († 1411/1423/1425) и Греда (Маргарета) фон Рандек († сл. 1387). Те имат децата:
- Михаел II фон Зайнсхайм († 10 септември 1499), женен за Маргарета фон Хутен († 24 септември 1503); имат синове
- Маргарета фон Шварценберг († 8 февруари 1459), омъжена ок. 1445 г. за Дитрих I фон Плесе († сл. 08 април 1495
- Анна фон Зайнсхайм († 1458), омъжена ок. 1427 г. за Петер фон Щернберг (* ок. 1405; † ок. 1454)

Михаел I има и двама сина от Урсула Франкенгрюнер († ок. 1484), която умира преди да се оженят:
- Михаел II фон Шварценберг, господар на Хурблах († 10 Сеп 1489), женен на 25 февруари 1479 г. за графиня Агнес фон Кастел (* 21 януари 1466; † 26 декември 1502, Еклебен); имат двама сина и дъщеря
- Волф фон Шварценберг († 31 декември 1491), управител на Грайзбах. женен 1463 г. за Сузана фон Тюнген; имат дъщеря